# Quinto Sextio
Quinto Sextio (fl. I secolo a.C.) è stato un filosofo romano della seconda metà del I secolo a.C..

## Biografia
Fu il fondatore della Scuola dei Sextii forse l'unica scuola filosofica ispirata alla concezione tipicamente romana di valorizzare la pratica dell'esercizio concreto delle virtù piuttosto che la speculazione teorica. Sextio fondeva lo stoicismo con elementi del pitagorismo, del platonismo e dell'aristotelismo, tutti principi dottrinali questi da trasfondere in saggi comportamenti per una vita felice:
Secondo la testimonianza di Seneca, Sextio rinunciò alla carriera politica rifiutando la carica di senatore che gli aveva offerto Cesare nel 44 a.C. , per fondare la sua scuola filosofica dove gli adepti osservavano un atteggiamento di indifferenza e di lontananza rispetto alla politica del "palazzo". Seneca, che aveva ben altre idee sul rapporto tra filosofia e politica, apprezzava tuttavia dei Sextii la volontà di disinteressarsi della vita dello Stato per «appartarsi e aspirare a più alte mete (ut ad ampliora secederet »
Sextio viene ancora citato dallo stesso Seneca, a proposito delle sue convinzioni vegetariane:
La scuola che, secondo Seneca, assunse anche la configurazione di una vera e propria setta , fu frequentata, fino allo scioglimento decretato da Tiberio nel 19 d.C. anche dall'enciclopedista Aulo Cornelio Celso e dai precettori dello stesso Seneca: il filosofo Sozione di Alessandria e il retore Papirio Fabiano.